# Copa Hopman 2025
La Copa Hopman XXXIII fue la 33.ª edición del torneo Hopman Cup entre naciones en tenis masculino y femenino. Se realizó del 16 al 20 de julio de 2025 en el Fiera del Levante en Bari, Italia, sobre pistas duras.

## Preclasificación
Las naciones participantes se anunciaron el 3 de abril de 2025.
| Preclasificación | País    | Mujer jugadora      | Hombre jugador        | Puesto      |
| ---------------- | ------- | ------------------- | --------------------- | ----------- |
| 1                | Canadá  | Bianca Andreescu    | Félix Auger-Aliassime | Campeones   |
| 2                | Croacia | Donna Vekić         | Duje Ajduković        | Round Robin |
| 3                | España  | Marina Bassols      | Roberto Bautista      | Round Robin |
| 4                | Francia | Chloé Paquet        | Richard Gasquet       | Round Robin |
| 5                | Grecia  | Despina Papamichail | Stefanos Tsitsipas    | Round Robin |
| 6                | Italia  | Lucia Bronzetti     | Flavio Cobolli        | Final       |

## Fase de grupos
El sorteo se llevó a cabo el 3 de abril de 2025.Los 6 equipos se dividieron en dos grupos de tres equipos cada uno en un formato de todos contra todos. Los ganadores de cada grupo se clasificaron para la final.

### Grupo A
| Pos. | Países | Puntos | Partidos | Sets | Juegos |
| ---- | ------ | ------ | -------- | ---- | ------ |
| 1    | Canadá | 2-0    | 6-0      | 10-0 | 62-29  |
| 2    | España | 1-1    | 2-4      | 4-8  | 43-57  |
| 3    | Grecia | 0-2    | 1-5      | 3-9  | 39-61  |

| | Bandera de Grecia | Grecia                                   | 1 | 2  | España | Bandera de España |
| --- | ----------------- | ---------------------------------------- | - | -- | ------ | ----------------- |
| Fiera del Levante - Central Court 17 de julio de 2025 1ª sesión (17:30 CET) |                   |                                          |   |    |        |                   |
| \| 1 \| \| Despina Papamichail \| 0 \| 4 \| \| \| 1 \| \| Marina Bassols \| 6 \| 6 \| \| \| 2 \| \| Stefanos Tsitsipas \| 3 \| 78 \| [8] \| \| 2 \| \| Roberto Bautista \| 6 \| 66 \| [10] \| \| 3 \| \| Despina Papamichail / Stefanos Tsitsipas \| 6 \| 6 \| \| \| 3 \| \| Marina Bassols / Roberto Bautista \| 2 \| 3 \| \| |                   |                                          |   |    |        |                   |
| 1 | Bandera de Grecia | Despina Papamichail                      | 0 | 4  |        |                   |
| 1 | Bandera de España | Marina Bassols                           | 6 | 6  |        |                   |
| 2 | Bandera de Grecia | Stefanos Tsitsipas                       | 3 | 78 | [8]    |                   |
| 2 | Bandera de España | Roberto Bautista                         | 6 | 66 | [10]   |                   |
| 3 | Bandera de Grecia | Despina Papamichail / Stefanos Tsitsipas | 6 | 6  |        |                   |
| 3 | Bandera de España | Marina Bassols / Roberto Bautista        | 2 | 3  |        |                   |

| 1 | Bandera de Grecia | Despina Papamichail                      | 0 | 4  |      |
| 1 | Bandera de España | Marina Bassols                           | 6 | 6  |      |
| 2 | Bandera de Grecia | Stefanos Tsitsipas                       | 3 | 78 | [8]  |
| 2 | Bandera de España | Roberto Bautista                         | 6 | 66 | [10] |
| 3 | Bandera de Grecia | Despina Papamichail / Stefanos Tsitsipas | 6 | 6  |      |
| 3 | Bandera de España | Marina Bassols / Roberto Bautista        | 2 | 3  |      |

| | Bandera de Canadá | Canadá                                   | 3 | 0  | España | Bandera de España |
| --- | ----------------- | ---------------------------------------- | - | -- | ------ | ----------------- |
| Fiera del Levante - Court 1 18 de julio de 2025 1ª sesión (17:30 CET) |                   |                                          |   |    |        |                   |
| \| 1 \| \| Bianca Andreescu \| 6 \| 6 \| \| \| 1 \| \| Marina Bassols \| 0 \| 1 \| \| \| 2 \| \| Félix Auger-Aliassime \| 6 \| 7 \| \| \| 2 \| \| Roberto Bautista \| 3 \| 63 \| \| \| 3 \| \| Bianca Andreescu / Félix Auger-Aliassime \| 6 \| \| \| \| 3 \| \| Marina Bassols / Roberto Bautista \| 3 \| r \| \| |                   |                                          |   |    |        |                   |
| 1 | Bandera de Canadá | Bianca Andreescu                         | 6 | 6  |        |                   |
| 1 | Bandera de España | Marina Bassols                           | 0 | 1  |        |                   |
| 2 | Bandera de Canadá | Félix Auger-Aliassime                    | 6 | 7  |        |                   |
| 2 | Bandera de España | Roberto Bautista                         | 3 | 63 |        |                   |
| 3 | Bandera de Canadá | Bianca Andreescu / Félix Auger-Aliassime | 6 |    |        |                   |
| 3 | Bandera de España | Marina Bassols / Roberto Bautista        | 3 | r  |        |                   |

| 1 | Bandera de Canadá | Bianca Andreescu                         | 6 | 6  |  |
| 1 | Bandera de España | Marina Bassols                           | 0 | 1  |  |
| 2 | Bandera de Canadá | Félix Auger-Aliassime                    | 6 | 7  |  |
| 2 | Bandera de España | Roberto Bautista                         | 3 | 63 |  |
| 3 | Bandera de Canadá | Bianca Andreescu / Félix Auger-Aliassime | 6 |    |  |
| 3 | Bandera de España | Marina Bassols / Roberto Bautista        | 3 | r  |  |

| | Bandera de Grecia | Grecia                                   | 0  | 3 | Canadá | Bandera de Canadá |
| --- | ----------------- | ---------------------------------------- | -- | - | ------ | ----------------- |
| Fiera del Levante - Central Court 19 de julio de 2025 1ª sesión (17:30 CET) |                   |                                          |    |   |        |                   |
| \| 1 \| \| Despina Papamichail \| 1 \| 2 \| \| \| 1 \| \| Bianca Andreescu \| 6 \| 6 \| \| \| 2 \| \| Stefanos Tsitsipas \| 64 \| 3 \| \| \| 2 \| \| Félix Auger-Aliassime \| 7 \| 6 \| \| \| 3 \| \| Despina Papamichail / Stefanos Tsitsipas \| 4 \| \| \| \| 3 \| \| Bianca Andreescu / Félix Auger-Aliassime \| 6 \| \| \| |                   |                                          |    |   |        |                   |
| 1 | Bandera de Grecia | Despina Papamichail                      | 1  | 2 |        |                   |
| 1 | Bandera de Canadá | Bianca Andreescu                         | 6  | 6 |        |                   |
| 2 | Bandera de Grecia | Stefanos Tsitsipas                       | 64 | 3 |        |                   |
| 2 | Bandera de Canadá | Félix Auger-Aliassime                    | 7  | 6 |        |                   |
| 3 | Bandera de Grecia | Despina Papamichail / Stefanos Tsitsipas | 4  |   |        |                   |
| 3 | Bandera de Canadá | Bianca Andreescu / Félix Auger-Aliassime | 6  |   |        |                   |

| 1 | Bandera de Grecia | Despina Papamichail                      | 1  | 2 |  |
| 1 | Bandera de Canadá | Bianca Andreescu                         | 6  | 6 |  |
| 2 | Bandera de Grecia | Stefanos Tsitsipas                       | 64 | 3 |  |
| 2 | Bandera de Canadá | Félix Auger-Aliassime                    | 7  | 6 |  |
| 3 | Bandera de Grecia | Despina Papamichail / Stefanos Tsitsipas | 4  |   |  |
| 3 | Bandera de Canadá | Bianca Andreescu / Félix Auger-Aliassime | 6  |   |  |

### Grupo B
| Pos. | Países  | Puntos | Partidos | Sets | Juegos |
| ---- | ------- | ------ | -------- | ---- | ------ |
| 1    | Italia  | 2-0    | 4-2      | 9-5  | 63-48  |
| 2    | Francia | 1-1    | 3-3      | 4-7  | 41-50  |
| 3    | Croacia | 0-2    | 3-3      | 7-7  | 50-50  |

| | Bandera de Italia  | Italia                           | 2  | 1 | Croacia | Bandera de Croacia |
| --- | ------------------ | -------------------------------- | -- | - | ------- | ------------------ |
| Fiera del Levante - Central Court 16 de julio de 2025 1ª sesión (17:30 CET) |                    |                                  |    |   |         |                    |
| \| 1 \| \| Lucia Bronzetti \| 6 \| 4 \| [10] \| \| 1 \| \| Donna Vekić \| 3 \| 6 \| [1] \| \| 2 \| \| Flavio Cobolli \| 61 \| 6 \| [10] \| \| 2 \| \| Duje Ajduković \| 7 \| 4 \| [6] \| \| 3 \| \| Lucia Bronzetti / Flavio Cobolli \| 4 \| 6 \| [8] \| \| 3 \| \| Donna Vekić / Duje Ajduković \| 6 \| 2 \| [10] \| |                    |                                  |    |   |         |                    |
| 1 | Bandera de Italia  | Lucia Bronzetti                  | 6  | 4 | [10]    |                    |
| 1 | Bandera de Croacia | Donna Vekić                      | 3  | 6 | [1]     |                    |
| 2 | Bandera de Italia  | Flavio Cobolli                   | 61 | 6 | [10]    |                    |
| 2 | Bandera de Croacia | Duje Ajduković                   | 7  | 4 | [6]     |                    |
| 3 | Bandera de Italia  | Lucia Bronzetti / Flavio Cobolli | 4  | 6 | [8]     |                    |
| 3 | Bandera de Croacia | Donna Vekić / Duje Ajduković     | 6  | 2 | [10]    |                    |

| 1 | Bandera de Italia  | Lucia Bronzetti                  | 6  | 4 | [10] |
| 1 | Bandera de Croacia | Donna Vekić                      | 3  | 6 | [1]  |
| 2 | Bandera de Italia  | Flavio Cobolli                   | 61 | 6 | [10] |
| 2 | Bandera de Croacia | Duje Ajduković                   | 7  | 4 | [6]  |
| 3 | Bandera de Italia  | Lucia Bronzetti / Flavio Cobolli | 4  | 6 | [8]  |
| 3 | Bandera de Croacia | Donna Vekić / Duje Ajduković     | 6  | 2 | [10] |

| | Bandera de Francia | Francia                        | 2   | 1 | Croacia | Bandera de Croacia |
| --- | ------------------ | ------------------------------ | --- | - | ------- | ------------------ |
| Fiera del Levante - Court 1 17 de julio de 2025 1ª sesión (17:30 CET) |                    |                                |     |   |         |                    |
| \| 1 \| \| Chloé Paquet \| 3 \| 3 \| \| \| 1 \| \| Donna Vekić \| 6 \| 6 \| \| \| 2 \| \| Richard Gasquet \| 5 \| 6 \| [10] \| \| 2 \| \| Duje Ajduković \| 7 \| 2 \| [6] \| \| 3 \| \| Chloé Paquet / Richard Gasquet \| w/o \| \| \| \| 3 \| Donna Vekić / Duje Ajduković \| \| \| \| \| |                    |                                |     |   |         |                    |
| 1 | Bandera de Francia | Chloé Paquet                   | 3   | 3 |         |                    |
| 1 | Bandera de Croacia | Donna Vekić                    | 6   | 6 |         |                    |
| 2 | Bandera de Francia | Richard Gasquet                | 5   | 6 | [10]    |                    |
| 2 | Bandera de Croacia | Duje Ajduković                 | 7   | 2 | [6]     |                    |
| 3 | Bandera de Francia | Chloé Paquet / Richard Gasquet | w/o |   |         |                    |
| 3 | Bandera de Croacia | Donna Vekić / Duje Ajduković   |     |   |         |                    |

| 1 | Bandera de Francia | Chloé Paquet                   | 3   | 3 |      |
| 1 | Bandera de Croacia | Donna Vekić                    | 6   | 6 |      |
| 2 | Bandera de Francia | Richard Gasquet                | 5   | 6 | [10] |
| 2 | Bandera de Croacia | Duje Ajduković                 | 7   | 2 | [6]  |
| 3 | Bandera de Francia | Chloé Paquet / Richard Gasquet | w/o |   |      |
| 3 | Bandera de Croacia | Donna Vekić / Duje Ajduković   |     |   |      |

| | Bandera de Italia  | Italia                           | 2 | 1  | Francia | Bandera de Francia |
| --- | ------------------ | -------------------------------- | - | -- | ------- | ------------------ |
| Fiera del Levante - Central Court 18 de julio de 2025 1ª sesión (17:30 CET) |                    |                                  |   |    |         |                    |
| \| 1 \| \| Lucia Bronzetti \| 6 \| 65 \| [10] \| \| 1 \| \| Chloé Paquet \| 4 \| 7 \| [8] \| \| 2 \| \| Flavio Cobolli \| 6 \| 6 \| \| \| 2 \| \| Richard Gasquet \| 2 \| 4 \| \| \| 3 \| \| Lucia Bronzetti / Flavio Cobolli \| 4 \| \| \| \| 3 \| \| Chloé Paquet / Richard Gasquet \| 6 \| \| \| |                    |                                  |   |    |         |                    |
| 1 | Bandera de Italia  | Lucia Bronzetti                  | 6 | 65 | [10]    |                    |
| 1 | Bandera de Francia | Chloé Paquet                     | 4 | 7  | [8]     |                    |
| 2 | Bandera de Italia  | Flavio Cobolli                   | 6 | 6  |         |                    |
| 2 | Bandera de Francia | Richard Gasquet                  | 2 | 4  |         |                    |
| 3 | Bandera de Italia  | Lucia Bronzetti / Flavio Cobolli | 4 |    |         |                    |
| 3 | Bandera de Francia | Chloé Paquet / Richard Gasquet   | 6 |    |         |                    |

| 1 | Bandera de Italia  | Lucia Bronzetti                  | 6 | 65 | [10] |
| 1 | Bandera de Francia | Chloé Paquet                     | 4 | 7  | [8]  |
| 2 | Bandera de Italia  | Flavio Cobolli                   | 6 | 6  |      |
| 2 | Bandera de Francia | Richard Gasquet                  | 2 | 4  |      |
| 3 | Bandera de Italia  | Lucia Bronzetti / Flavio Cobolli | 4 |    |      |
| 3 | Bandera de Francia | Chloé Paquet / Richard Gasquet   | 6 |    |      |

## Final
| | Bandera de Canadá | Canadá                                   | 2  | 1 | Italia | Bandera de Italia |
| --- | ----------------- | ---------------------------------------- | -- | - | ------ | ----------------- |
| Fiera del Levante - Central Court 20 de julio de 2025 1ª sesión (17:30 CET) |                   |                                          |    |   |        |                   |
| \| 1 \| \| Bianca Andreescu \| 6 \| 6 \| \| \| 1 \| \| Lucia Bronzetti \| 2 \| 3 \| \| \| 2 \| \| Félix Auger-Aliassime \| 79 \| 5 \| [8] \| \| 2 \| \| Flavio Cobolli \| 67 \| 7 \| [10] \| \| 3 \| \| Bianca Andreescu / Félix Auger-Aliassime \| 6 \| 6 \| \| \| 3 \| \| Lucia Bronzetti / Flavio Cobolli \| 3 \| 3 \| \| |                   |                                          |    |   |        |                   |
| 1 | Bandera de Canadá | Bianca Andreescu                         | 6  | 6 |        |                   |
| 1 | Bandera de Italia | Lucia Bronzetti                          | 2  | 3 |        |                   |
| 2 | Bandera de Canadá | Félix Auger-Aliassime                    | 79 | 5 | [8]    |                   |
| 2 | Bandera de Italia | Flavio Cobolli                           | 67 | 7 | [10]   |                   |
| 3 | Bandera de Canadá | Bianca Andreescu / Félix Auger-Aliassime | 6  | 6 |        |                   |
| 3 | Bandera de Italia | Lucia Bronzetti / Flavio Cobolli         | 3  | 3 |        |                   |